# Cystomatochilina
Genre
Espèces de rang inférieur
- Voir paragraphe #Liste des espèces

Cystomatochilina est un genre fossile de crustacés de la classe des ostracodes, de la sous-classe des Podocopa, de l'ordre des Palaeocopida et de la famille des Eurychilinidae. 

## Classification
Le genre Cystomatochilina est créé en 1957 par le paléontologue estonien Valdar Jaanusson (1923-1999),.

## Liste des espèces
- † Cystomatochilina elegans Přibyl, 1988[3]
- † Cystomatochilina umbonata (Krause, 1892)[4]

## Présentation
Il ne comporte que deux espèces connues: C. elegans et C. umbonata, toutes deux datant du Silurien. C. elegans a été trouvée en Bohême.

### Publication originale
- [1957] (en) Valdar Jaanusson, « Middle Ordovician ostracodes of central and southern Sweden », Bulletin of Geology, vol. 37,‎ 1957, p. 176-442.